# پارک ملی دریایی سنقنیب

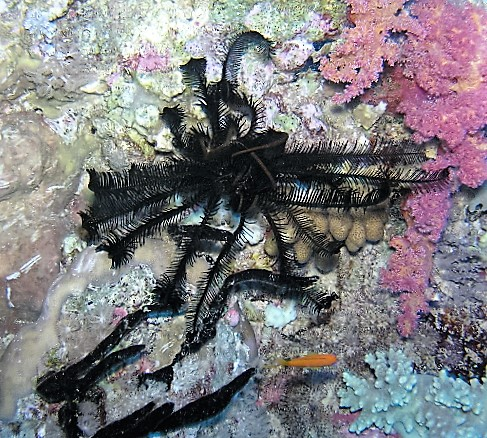

پارک ملی دریایی سنقنیب (به انگلیسی: Sanganeb Marine National Park) یک ذخیره‌گاه دریایی در سودان است که در ۲۴٫۰۷ کیلومتری پورت سودان در آب‌های سرزمینی سودان در دریای سرخ، واقع شده. این پارک ملی یک تنوع دریایی حیاتی دارد و از انواع و اقسام ماهی‌های بومی از جمله نهنگ‌ها را در خود جای داده. این پارک دریایی در فهرست میراث جهانی در سودان به ثبت جهانی رسیده است.